# ディミトリー・ビボル
ディミトリー・ビボル（Dmitry Bivol、1990年12月18日 - ）は、ロシアのプロボクサー。キルギストクマク出身。現WBAスーパー・IBF ・WBO世界ライトヘビー級統一王者。元WBC世界ライトヘビー級王者。

## 来歴
2014年11月28日、モスクワのルジニキ・スタジアムでデビュー戦を行い、6回1分44秒TKO勝ちを収めた。
2015年8月27日、カリフォルニア州コスタメサのOCフェア&イベント・センターにあるザ・ハンガーでフェリペ・ロメロとWBC全米ライトヘビー級シルバー王座決定戦を行い、8回2分38秒KO勝ちを収め王座獲得に成功した。
2015年11月4日、カザンのタトネフト・アリーナでジャクソン・ジュニアとWBAインターコンチネンタルライトヘビー級王座決定戦を行い、4回1分59秒TKO勝ちを収め王座獲得に成功した。
2016年5月21日、モスクワのメガスポルトでWBA世界ライトヘビー級暫定王者のフェリックス・バレラに挑戦し、12回3-0（2者が119-109、116-111）の判定勝ちを収めロシアのプロボクサーで最速となる7戦目での世界王座獲得に成功した。
2016年10月29日、エカテリンブルクでエヴゲーニイ・マクティエンコとノンタイトル10回戦を行い、10回3-0（3者共に100-90）の判定勝ちを収めた。
2017年2月23日、元PABAライトヘビー級王者でWBA世界ライトヘビー級13位のロバート・ベリッジと対戦し、4回TKO勝ちを収め初防衛に成功した。
2017年4月14日、メリーランド州オクソンヒルのMGMナショナル・ハーバー内ザ・シアターにてWBA世界ライトヘビー級13位のサミュエル・クラークソンと対戦し、4回1分40秒TKO勝ちを収め2度目の防衛に成功した。
2017年6月17日、ラスベガスのマンダレイ・ベイ・イベント・センターにてアンドレ・ウォード対セルゲイ・コバレフ第2戦の前座でセドリック・アグニューとノンタイトル10回戦を行い、4回TKO勝ちを収めた。
2017年7月27日、WBAはWBA世界ライトヘビー級正規王者のネイサン・クレバリーとWBA世界ライトヘビー級暫定王者のディミトリー・ビボルに対し王座統一戦を行うよう指令を出した。
2017年9月14日、WBAはWBA世界ライトヘビー級レギュラー王者のバドゥ・ジャックとWBA世界ライトヘビー級暫定王者のディミトリー・ビボルに対し、同月25日にWBA本部で王座統一戦に関する入札を行うと発表した。
2017年9月25日、同月23日に正規王者のバドゥ・ジャックが王座を返上したため同日にWBA本部で予定されていた王座統一戦に関する入札は中止となり、同年11月4日にモンテカルロのカジノ・ド・モンテカルロ内サル・メディシンでWBA世界ライトヘビー級11位のトレント・ブロードハーストとWBA世界ライトヘビー級正規王座決定戦を行うことが決定した。
2017年10月14日、WBAから正規王座に認定され、WBA世界ライトヘビー級正規王者となった。
2017年11月4日、モンテカルロのカジノ・ド・モンテカルロ内サル・メディシンでWBA世界ライトヘビー級10位のトレント・ブロードハーストと対戦し、初回3分0秒KO勝ちを収め3度目の防衛に成功した。
2018年3月3日、ニューヨークのフールー・シアターでWBA世界ライトヘビー級1位のサリバン・バレラと対戦し、12回1分41秒TKO勝ちを収め4度目の防衛に成功した。
2018年8月4日、アトランティックシティのエテズス・アリーナでアイザック・チレンバと対戦し、12回3-0（120-108×2、116-112）の判定勝ちを収め5度目の防衛に成功した。
2018年11月24日、アトランティックシティのエテズス・アリーナでジャン・パスカルと対戦し、12回3-0（119-109×2、117-111）の判定勝ちを収め6度目の防衛に成功した。
2019年1月16日、ワールド・ボクシングと共同プロモーションでエディー・ハーンのマッチルーム・スポーツ・USAと契約した。
2019年3月9日、ニューヨーク州ヴェローナのターニング・ストーン・リゾート・アンド・カジノでWBA世界ライトヘビー級8位のジョー・スミス・ジュニアと対戦し、12回3-0（119-109×2、118-110）の判定勝ちを収め7度目の防衛に成功した。
2019年10月12日、シカゴのウィントラスト・アリーナでWBA世界ライトヘビー級15位のレニン・カスティージョと対戦し、12回3-0（120-107、119-108×2）の判定勝ちを収め8度目の防衛に成功した。
2021年5月1日、1年7ヶ月ぶりに試合を行いイギリスのマンチェスター・アリーナでWBA世界ライトヘビー級5位クレイグ・リチャーズと対戦し、12回3-0（118–110、115–113、115–114）の判定勝ちを収め9度目の防衛に成功した。
2021年12月11日、エカテリンブルグでWBA世界ライトヘビー級10位ウマル・サラモフと対戦し、12回3-0（2者が118-110、119-109）の判定勝ちを収め10度目の防衛に成功した。

### vs. アルバレス
2022年5月7日、ラスベガスのT-モバイル・アリーナでWBAスーパー・WBC・IBF・WBO世界スーパーミドル級統一王者サウル・アルバレスと対戦。試合前のオッズでは1.2倍対4.5倍で不利と目されていたが、豊富な手数で着実にポイントを奪い、下馬評を覆し12回3-0（3者共に115-113）の判定勝ちを収め11度目の防衛に成功した。ビボルはロシア国籍であるが、ロシアのウクライナ侵攻の影響により、カリフォルニア州所属として紹介され、ロシアの国旗の使用も国歌の演奏も認められなかった。また、ビボルの完勝といえる試合内容でリングサイドのボクシング関係者のほとんども118-110か117-111の大差でビボルの勝利と採点したが、3人の公式ジャッジは僅差（115-113）だっため判定は物議を醸し、ビボル自身も差をつけて勝ったと思ったが、115-113の僅差の採点が読み上げられた瞬間には「負けたと思いショックを受けた」と語っている。
2022年8月13日、WBAから7月11日付けで指名挑戦者ヒルベルト・ラミレスと指名試合で対戦するよう指令されていたが、ビボル陣営はジョシュア・ブアツィと対戦できるよう例外を要求。しかしWBAは2018年3月以来指名試合を行っていないビボルのこの例外要求を拒否した。
2022年11月5日、アブダビ・ヤス島のエティハド・アリーナでWBA世界ライトヘビー級1位で元WBO世界スーパーミドル級王者ヒルベルト・ラミレスと対戦し、12回3-0（118-110、117-111×2）の判定勝ちを収め12度目の防衛に成功した。
2023年12月23日、サウジアラビア・リヤドのキングダム・アリーナでWBA世界ライトヘビー級8位のIBO世界ライトヘビー級王者リンドン・アーサーと対戦し、12回3-0（120-107×3）の判定勝ちを収め13度目の防衛に成功するとともにIBO王座獲得に成功した。
2024年6月1日、サウジアラビア・リヤドのキングダム・アリーナで行われたマッチルーム・スポーツとクイーンズベリー・プロモーションズによる5対5の対抗戦の前座のWBA世界ライトヘビー級タイトルマッチでIBF世界同級2位でIBO世界同級12位のマリク・ジナードと対戦し、5年9ヶ月ぶりのKO勝ちとなる6回2分6秒TKO勝ちを収め、IBO王座初防衛とWBA王座14度目の防衛に成功した。当初はWBC・IBF・WBO世界ライトヘビー級統一王者のアルツール・ベテルビエフと4団体王座統一戦を行う予定だったが、ベテルビエフが半月板を損傷したため試合が延期されることが5月3日に発表され、代役としてジナードと対戦することになった。

### vs. ベテルビエフ
2024年6月1日、イベントの主催者であるサウジアラビア娯楽庁のトゥルキ・アラルシク長官が、延期となったベテルビエフとの4団体王座統一戦について2024年10月12日にサウジアラビア・リヤドで行われることを発表した。
2024年10月12日、サウジアラビア・リヤドのキングダム・アリーナでWBC・IBF・WBO世界ライトヘビー級統一王者アルツール・ベテルビエフと4団体王座統一戦を行い、キャリア初黒星となる12回0-2（114-114、113-115、112-116）の判定負けを喫し、主要4団体王座統一に失敗するとともにWBA王座から陥落した。テクニカルな試合の接戦であったが、イベント主催者のアラルシク長官を含めビボルの勝利を支持する声が多数上がり、ビボルは試合後のインタビューでは「言い訳に聞こえるかもしれないので弁解の余地はない。アルツールと彼のチームを祝福したい。彼はその勝利に値する」と語っていたが、その後、WBC、WBA、IBF、WBOへ判定についての抗議文書を送り提訴するとともに、ベテルビエフとの即時の再戦を認めるよう要求した。

### vs. ベテルビエフ第2戦・4団体統一王者
2025年2月22日、サウジアラビア・リヤドのザ・ヴェニューで世界ライトヘビー級4団体統一王者アルツール・ベテルビエフにダイレクトリマッチで挑戦し、12回2-0の判定勝ちを収め、主要4団体の王座の獲得に成功した。しかし、会場が前戦のキングダム・アリーナから8千人規模のザ・ヴェニューに縮小された上、アメリカでのPPVの販売件数が4万5千件となるなど興行的には苦戦した。
2025年4月7日、WBCから指令されていたWBC世界ライトヘビー級暫定王者デビッド・ベナビデスとの団体内王座統一戦は合意に至らず入札が翌日に行われる予定だったが、ビボルは同日付でWBC王座を返上した。WBCはビボルvsベテルビエフ第2戦の勝者が暫定王者ベナビデスと対戦することを条件に、この試合が行われることを許可していた。

## 戦績
- アマチュアボクシング：283戦 268勝 15敗[52]
- プロボクシング：25戦 24勝 (12KO) 1敗

| 戦           | 日付           | 勝敗 | 時間     | 内容    | 対戦相手                       | 国籍             | 備考                                                                                               |
| ------------ | -------------- | ---- | -------- | ------- | ------------------------------ | ---------------- | -------------------------------------------------------------------------------------------------- |
| 1            | 2014年11月28日 | ☆    | 6R 1:44  | TKO     | ホルヘ・ロドリゲス・オリベイラ | ウルグアイ       | プロデビュー戦                                                                                     |
| 2            | 2015年4月10日  | ☆    | 3R 1:12  | TKO     | コンスタンティン・ピテルノフ   | ロシア           | |
| 3            | 2015年5月22日  | ☆    | 4R 1:10  | TKO     | ジョーイ・ヴェガス             | ウガンダ         | |
| 4            | 2015年8月27日  | ☆    | 8R 2:38  | TKO     | フェリペ・ロメロ               | メキシコ         | WBC全米ライトヘビー級王座決定戦                                                                    |
| 5            | 2015年11月4日  | ☆    | 4R 1:59  | TKO     | ジャクソン・ジュニア           | ブラジル         | WBAインターコンチネンタルライトヘビー級王座決定戦                                                  |
| 6            | 2016年2月18日  | ☆    | 4R 2:44  | KO      | クレイトン・コンセンシオン     | ブラジル         | |
| 7            | 2016年5月21日  | ☆    | 12R      | 判定3-0 | フェリックス・バレラ           | ドミニカ共和国   | WBA暫定・世界ライトヘビー級タイトルマッチ                                                          |
| 8            | 2016年10月29日 | ☆    | 10R      | 判定3-0 | エヴゲーニイ・マクティエンコ   | ウクライナ       | |
| 9            | 2017年2月23日  | ☆    | 4R       | TKO     | ロバート・ベリッジ             | ニュージーランド | WBA防衛1                                                                                           |
| 10           | 2017年4月14日  | ☆    | 4R 1:40  | TKO     | サミュエル・クラークソン       | アメリカ合衆国   | WBA防衛2→正規王座に認定                                                                            |
| 11           | 2017年6月17日  | ☆    | 4R       | TKO     | セドリック・アグニュー         | アメリカ合衆国   | |
| 12           | 2017年11月4日  | ☆    | 1R 3:00  | KO      | トレント・ブロードハースト     | オーストラリア   | WBA防衛3                                                                                           |
| 13           | 2018年3月3日   | ☆    | 12R 1:41 | TKO     | サリバン・バレラ               | キューバ         | WBA防衛4                                                                                           |
| 14           | 2018年8月4日   | ☆    | 12R      | 判定3-0 | アイザック・チレンバ           | マラウイ         | WBA防衛5                                                                                           |
| 15           | 2018年11月24日 | ☆    | 12R      | 判定3-0 | ジャン・パスカル               | カナダ           | WBA防衛6                                                                                           |
| 16           | 2019年3月9日   | ☆    | 12R      | 判定3-0 | ジョー・スミス・ジュニア       | アメリカ合衆国   | WBA防衛7                                                                                           |
| 17           | 2019年10月12日 | ☆    | 12R      | 判定3-0 | レニン・カスティージョ         | ドミニカ共和国   | WBA防衛8→スーパー王座に認定                                                                        |
| 18           | 2021年5月1日   | ☆    | 12R      | 判定3-0 | クレイグ・リチャーズ           | イギリス         | WBA防衛9                                                                                           |
| 19           | 2021年12月11日 | ☆    | 12R      | 判定3-0 | ウマル・サラモフ               | ロシア           | WBA防衛10                                                                                          |
| 20           | 2022年5月7日   | ☆    | 12R      | 判定3-0 | サウル・アルバレス             | メキシコ         | WBA防衛11                                                                                          |
| 21           | 2022年11月5日  | ☆    | 12R      | 判定3-0 | ヒルベルト・ラミレス           | メキシコ         | WBA防衛12                                                                                          |
| 22           | 2023年12月23日 | ☆    | 12R      | 判定3-0 | リンドン・アーサー             | イギリス         | WBA防衛13・IBO獲得                                                                                 |
| 23           | 2024年6月1日   | ☆    | 6R 2:06  | TKO     | マリク・ジナード               | リビア           | WBA防衛14                                                                                          |
| 24           | 2024年10月12日 | ★    | 12R      | 判定0-2 | アルツール・ベテルビエフ       | ロシア           | WBA・WBC・IBF・WBO世界ライトヘビー級王座統一戦 WBA・IBO陥落                                        |
| 25           | 2025年2月22日  | ☆    | 12R      | 判定2-0 | アルツール・ベテルビエフ       | ロシア           | WBA・WBC・IBF・WBO世界ライトヘビー級タイトルマッチ WBA・WBC・IBF・WBO・IBO・リングマガジン王座獲得 |
| テンプレート |                |      |          |         |                                |                  | |

## 獲得タイトル
- WBC全米ライトヘビー級王座
- WBAインターコンチネンタルライトヘビー級王座
- WBA世界ライトヘビー級暫定王座（防衛2=正規王座に認定）
- WBA世界ライトヘビー級王座（防衛6=スーパー王座に認定）
- WBA世界ライトヘビー級スーパー王座（1期目: 防衛6、2期目: 防衛0）
- WBC世界ライトヘビー級王座（防衛0＝返上）
- IBF世界ライトヘビー級王座（防衛0）
- WBO世界ライトヘビー級王座（防衛0）
- IBO世界ライトヘビー級王座
- リングマガジン世界ライトヘビー級王座

## ペイ・パー・ビュー売上げ
| 開催年月日    | イベント                                            | 販売件数         | テレビ局 | 備考               |
| ------------- | --------------------------------------------------- | ---------------- | -------- | ------------------ |
| 2025年2月22日 | アルツール・ベテルビエフ vs. ディミトリー・ビボル 2 | 4万5千件（米国） | DAZN     | 26ドル             |
| 2025年2月22日 | アルツール・ベテルビエフ vs. ディミトリー・ビボル 2 | 30万件（世界）   | DAZN     | 20英ポンド、3100円 |
| 2022年5月7日  | サウル・アルバレス vs. ディミトリー・ビボル         | 52万件           | DAZN     | 60ドル             |